# Breznica pod Lubnikom
Breznica pod Lubnikom je naselje v Občini Škofja Loka.